# 청주오창호수도서관
청주오창호수도서관(淸州梧倉湖水圖書館)은 대한민국 충청북도 청주시 청원구에 있는 도서관이다.

## 연혁
- 2016년 5월 3일 개관.

## 시설 현황
- 건물 규모 : 지하 1층, 지상 5층

#### 장서 현황
| 구분                   | 계     | 구분      | 계     |
| ---------------------- | ------ | --------- | ------ |
| 일반 도서              | 49,187 | 비도서    | 2,186  |
| 아동 도서              | 35,303 | 외국 도서 | 2,156  |
| 점자 도서              | 1,082  | 총계      | 89,914 |
| - 2017년 6월 30일 기준 |        |           |        |

## 이용 안내
이용 시간
휴관일
- 매주 월요일
- 관공서의 공휴일에 관한 규정이 정하는 공휴일